# Бульдог Катахулы
Бульдог Катахулы (англ. catahoula bulldog) — порода собак, помесь леопардовой собаки Катахулы и американского бульдога.Порода выведена в США, в штате Луизиана, для охраны и охоты. Другие названия породы - Катахульский бульдог, Американская мастахула.
Порода была выведена в конце девятнадцатого века.
В настоящее время они не признаны в качестве породы каким-либо крупным обществом собаководов и селекционеров. Несмотря на это, у себя на родине в США порода имеет широкое распространение.
В 1951 году Том Стодхилл, основатель американского Фонда исследования животных (ARF), начал работу над регистрацией этой породы в национальных кинологических организациях США.
При этом в Данию и Германию запрещён ввоз этих собак из-за их родства со считающимся опасным американским бульдогом.

## Описание
Бульдог Катахула относится к группе нишевых рабочих гибридов.
Высотой в холке собака этой породы достигает 65 см, весом до 48 килограмм. Средний срок жизни от 10 до 14 лет. У собак этой породы допустимы любые окрасы, но предпочтительно тигровый или мерль. У собак этой породы часто встречается такое явление, как гетерохромия.
Собаки имеют короткую шерсть, не требующую особенного ухода, не страдают породными заболеваниями. 
Как правило, у собак этой породы подшёрстка нет, но иногда он может появляться. Это происходит, если собаки данной породы живут в холодном климате. 
В собаках этой породы в первом поколении в равной пропорции присутствует кровь обоих прародителей, в дальнейшем при внутрипородном скрещивании допустимо колебание от 25% до 75% любой из кровей, выход за эти рамки не допустим.

### Характер
Собаки данной породы требуют активного длительного выгула, подходят в качестве компаньонов для туристов. Бульдог Катахулы - это при правильном воспитании умная, доброжелательная собака, подходящая для содержания в семьях с маленькими детьми.
Для собак этой породы крайне важна ранняя социализация и профессиональная дрессировка.
В связи с тем, что собаки этой породы имеют высоко развитый охотничий инстинкт, они сложно уживаются с другими видами животных и могут гонять их.
Собаки этой породы могут использоваться в качестве собак-поводырей, а также в поисково-спасательной службе.